# Egidio Duni
Egidio Romoaldo Duni (11. februar 1708 i Matera–11. juni 1775 i Paris) var en italiensk komponist.
Duni var elev af Durante og begyndte tidlig at komponere. Med en opera Nerone sejrede han i en kappestrid med Pergolesi (ifølge Fétis dog med urette, set fra et kunstnerisk standpunkt); senere skrev han operaer for forskellige italienske byer og for London, indtil han fik fast ansættelse som musiklærer ved hoffet i Parma. Stillingen ved dette fransksprogede hof foranledigede Duni til at skrive musik til små franske syngespil, og 1775 drog han til Paris, hvor han komponerede og fik opført en række arbejder i Opéra-comique-genren, der gjorde megen lykke. 
Duni er en af de første repræsentanter for denne genre og har således en vis musikhistorisk interesse; hans musik overførte napolitanernes melodirigdom og ynde på fransk grund; stor selvstændig værdi har den ikke. Af Dunis franske operaer kan nævnes: Ninette à la cour, Les chasseurs et la laitière, Le peintre amoureux, Nina et Lindor, Le retour au village
med flere. Flere af disse er opførte i København.

## Værker

### Italienske operaer
- Nerone (Rome, 1735)
- Adriano in Siria (1735–1736)
- Giuseppe riconosciuto (1736)
- La tirannide debellata (1736)
- Demofoonte (London, 1737)
- Didone abbandonata (1739)
- Catone in Utica (1740)
- Bajazet (1743)
- Antaserse (1744)
- Ipermestra (1748)
- Ciro riconosciuto (1748)
- L'Olimpiade (Parma, 1755)
- La buona figliuola (Parma, 1756)
- Alessandro nelle Indie
- Adriano
- Demetrio

### Franske operaer
- Ninette à la cour, Parma, (1755)
- La chercheuse d'esprit, Paris, (1756)
- Le peintre amoureux de son modèle, Paris, (1757)
- Le docteur Sangrado, Saint Germain, (1758)
- La fille mal gardée, Paris, (1758)
- La veuve indécise, Paris, (1759)
- L’isle de foux, Paris, (1760)
- Nina et Lindor, (1761)
- Mazet, Paris, (1761)
- La bonne fille, Paris, (1762)
- Le retour au village, Paris, (1762)
- La plaidreuse et le procés, Paris, (1763)
- Le milicien, Versailles, (1763)
- Les deux chasseurs et la laitière, (1763)
- Le rendez-vous, Paris, (1763)
- La fée Urgèle, Fontainebleau, (1765)
- L'école de la jeunesse, Paris, (1765)
- La clochette, Paris, (1766)
- Les moissonneurs, Paris, (1768)
- Les sabots, Paris, (1768)
- Themire, Fontainebleau, (1770)